# Burgtor (Graz)

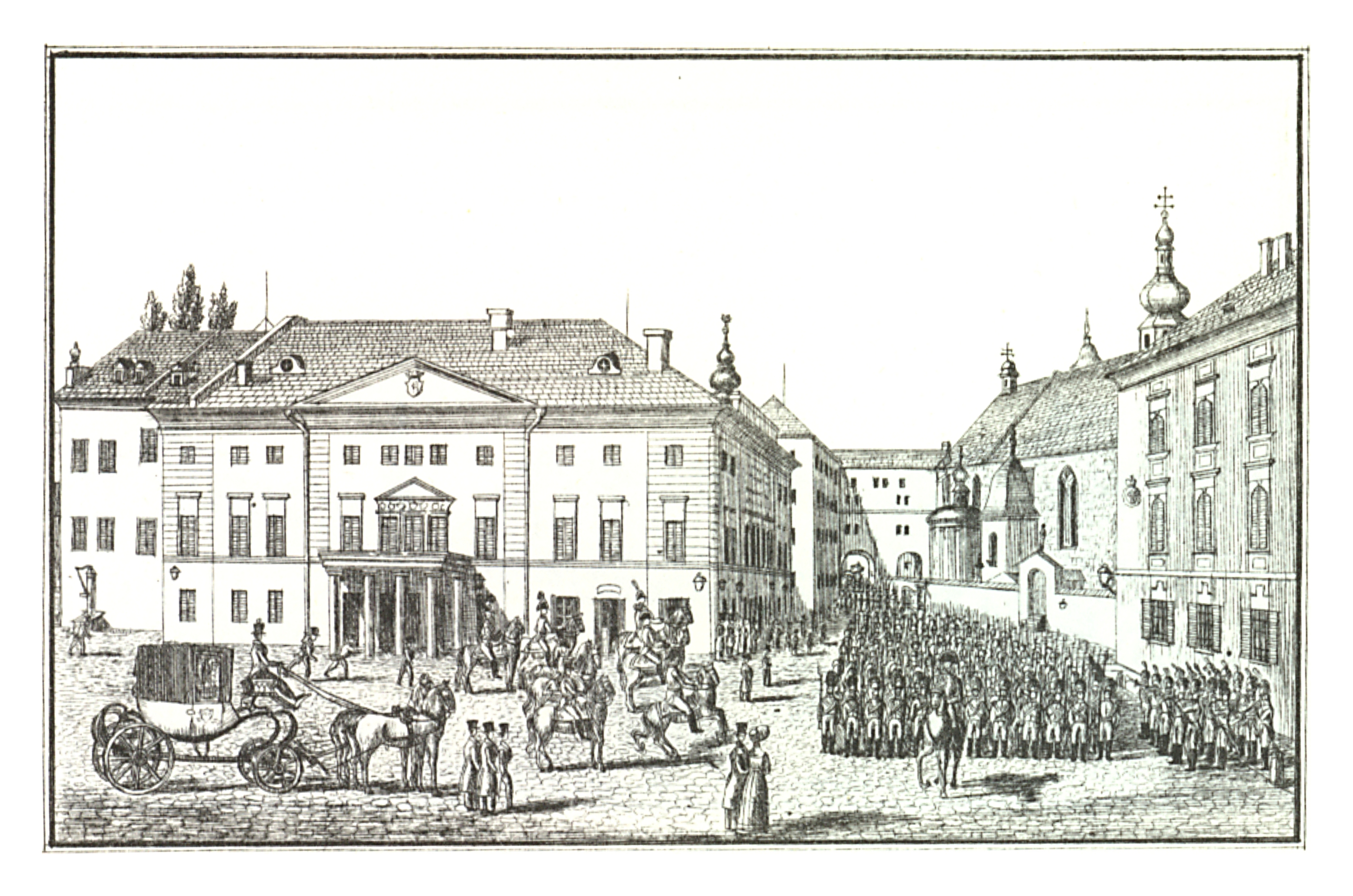
Burgtor um 1830, Lith. Anstalt J.F. Kaiser, Graz – vom Franzensplatz gesehen

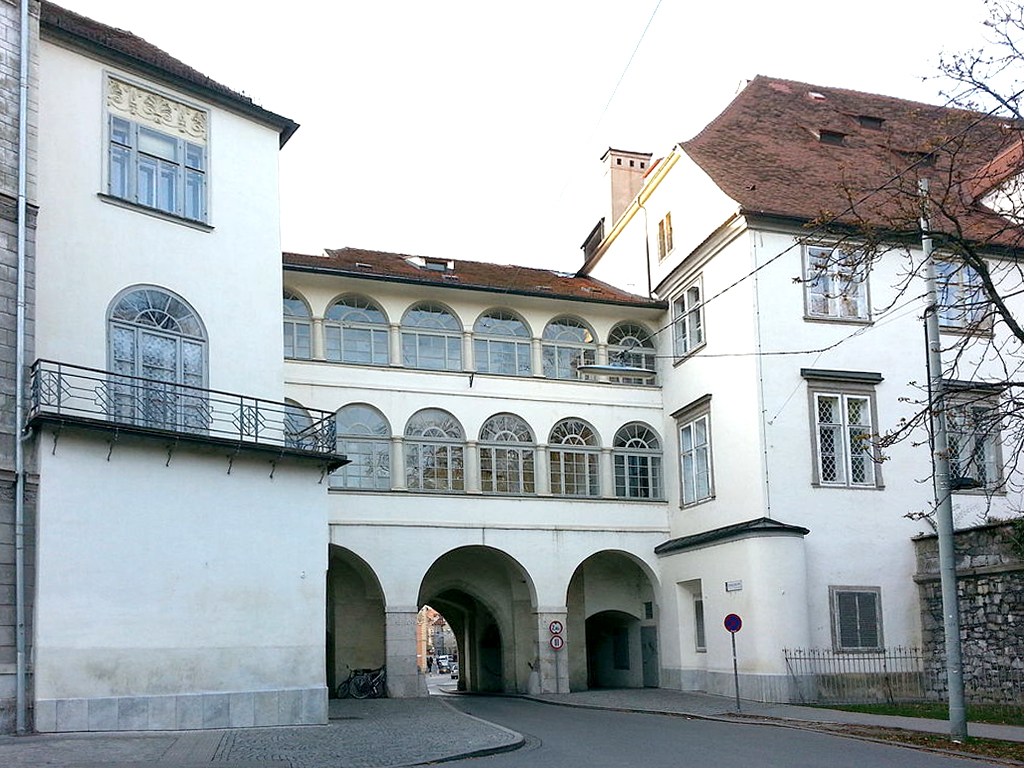
Burgtor Graz von Osten, Erzherzog-Johann-Allee

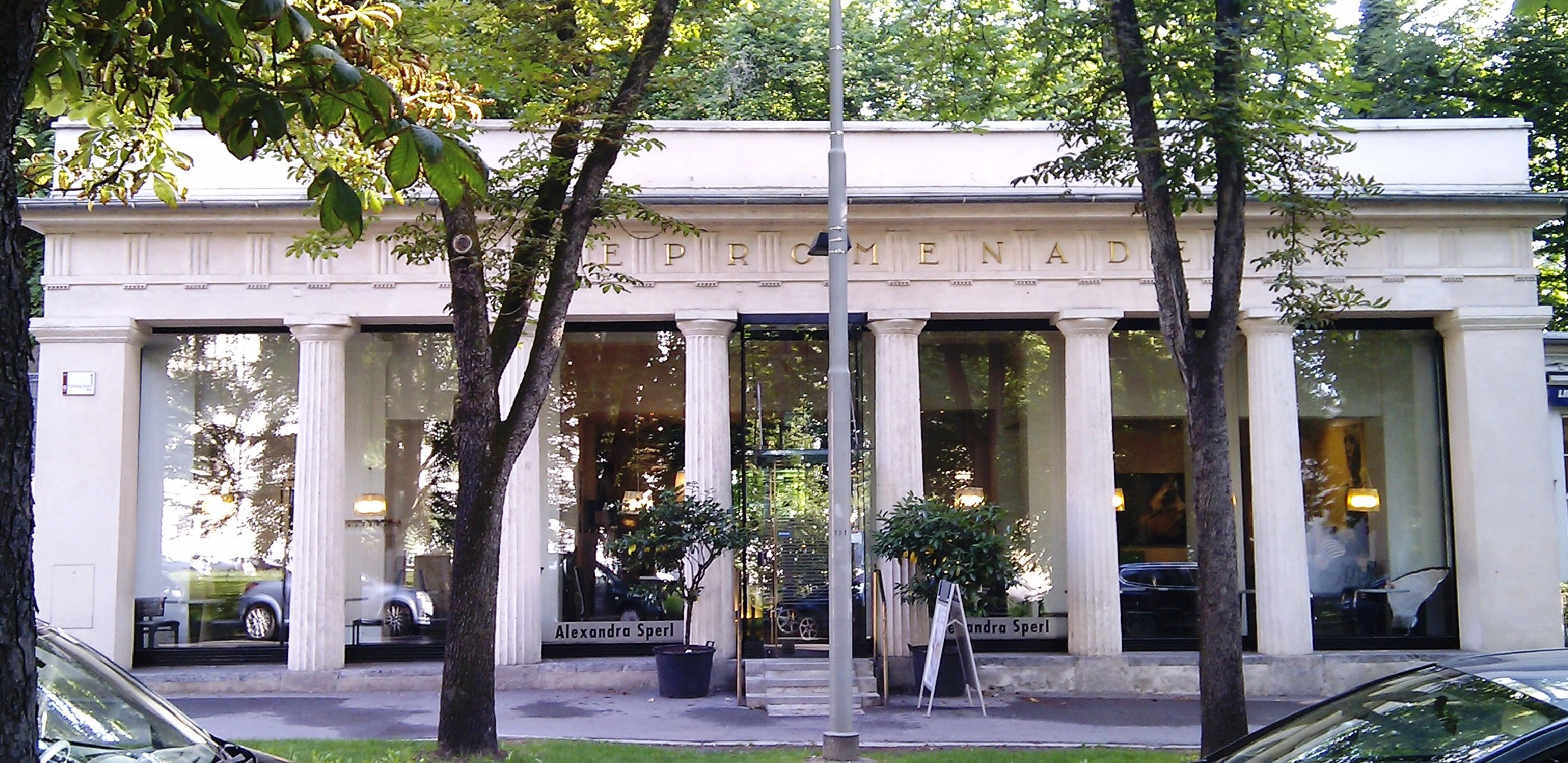
Ehemaliges Torwachhaus und heutiges Café Promenade (Erzherzog-Johann-Allee 1)

Das Burgtor liegt an der Schnittstelle zwischen Hofgasse und Erzherzog-Johann-Allee. Es steht im Grazer Stadtbezirk Innere Stadt und ist Teil der Grazer Stadtkrone (Graz Abschnitt Grazer Stadtkrone). Neben dem Äußeren Paulustor ist das Gebäude das einzig erhalten gebliebene Walltor der Stadt Graz.

## Geschichte und Gestaltung
Bereits bei den Babenbergern findet ein sogenanntes „Tor gegen die Grecz“ Erwähnung, wobei der Begriff „Grecz“ eine Bezeichnung für den Grazbach oder den Kroisbach ist. Das Tor lag noch auf Höhe des Schauspielhauses, unter Kaiser Friedrich III. erfolgte eine Verlegung an den gegenwärtigen Standort. Je nach Quellenlage wird das Baudatum des neuen Stadttores auf 1336 oder 1346 – hier mit der erstmaligen urkundlichen Erwähnung – datiert. Durch den Anbau der Grazer Burg im Jahre 1440 erhielt das Tor den bis heute gültigen Namen. Das Burgtor trug im Lauf seiner Geschichte mehrere Namen: „Pfarrtor“ oder „St.-Gilgen-Tor“. Es gilt als das „am festesten ausgebaute Stadttor“.
Etwa einhundert Jahre später, zur Zeit der Renaissance, nannte man das Burgtor wegen eines Aufbaus mit Uhr und Glocke schlicht „Uhrtor“. Das heutige Erscheinungsbild des Burgtores stammt aus der Zeit um 1440 und 1640. Die schlichte, stadtseitige Fassade ist im gotischen Stil, die dem Stadtpark zugewandte Seite im Renaissance-Stil erhalten. Die Toröffnung besteht aus gotischen Spitzbogen-Steintoren und einer tonnengewölbten Durchfahrt.
Das Burgtor war zwischen 1479 und 1784 wegen verschiedener Gefahrenquellen fest verschlossen, Versuche seitens der Bürgerschaft, zumindest eine zeitweise Öffnung des Tores zu erreichen, scheiterten. Erst Kaiser Joseph II. erklärte Graz zur „offenen Stadt“. Somit konnte man nach über 300 Jahren das Stadttor wieder passieren. Vor dem Burgtor steht noch heute im Grazer Stadtpark das ehemalige Torwachhaus und heutige Café Promenade. Das niedrige Gebäude mit den charakteristischen dorischen Säulen besteht seit 1837.